# Balclutha brevis
Balclutha brevis är en insektsart som beskrevs av Lindberg 1954. Balclutha brevis ingår i släktet Balclutha och familjen dvärgstritar. Inga underarter finns listade i Catalogue of Life.